# Cleibson Ferreira
Cleibson Ferreira da Silva, mais conhecido como Cleibson Ferreira (Recife, 10 de agosto de 1972), é um treinador e ex-futebolista brasileiro que atuava como meia e atacante, atualmente comanda a equipe brasileira Globo FC, o treinador foi convidado e autorizado a ministrar na Bolivia a réplica do mais importante curso oferecido pela FIFA aos treinadores de futebol.
O curso FIFA ELITE direcionado aos treinadores Elite do país.

## Carreira
Ex-jogador profissional, atuou em vários clubes brasileiros, como por exemplo o Sport Recife, onde fez parte de uma geração vitoriosa, onde atuou ao lado de jogadores como; Sergio Alves, Mirandinha, Alencar, Sandro, Lima, Albérico, Christiano, Gilberto Gaucho, Adriano, entre outros e encerrou a carreira no Brusque do estado de SC, atuou também no exterior, como por exemplo no Clube Talleres Cordoba (ARG), Bolívar, Real Potosí e Guabirá, clubes de Argentina e da Bolívia, em um total de 25 clubes profissionais de vários estados brasileiros e outros países.
Formado em Educação Física pela Escola Superior de Educação Física da Universidade de Pernambuco e pelo Conselho Federal de Educação Física, ganhou notoriedade ao dirigir o pernambucano Vera Cruz durante a Série C do Campeonato Brasileiro de 2007. No jogo da primeira rodada da competição, diante do ABC, no Estádio Carneirão, em Vitória de Santo Antão, Cleibson Ferreira foi o destaque, recebendo elogios da imprensa local e nacional que estavam cobrindo o jogo.
Cleibson Ferreira é um dos poucos profissionais que conseguiram trabalhar nos três maiores clubes do estado de Pernambuco, Sport ( jogador), Santa Cruz (Auxiliar técnico), Náutico treinador.
Quando esteve no Náutico Clube Náutico Capibaribe Cleibson Ferreira foi um dos grandes nomes dos treinadores que já comandou as categorias de base do clube, sendo campeão sub 17 e 20, sendo treinador também da equipe B, e de forma interina a equipe principal(A).
Na taça BH de futebol júnior de 2009 comandando o Náutico, Cleibson Ferreira foi um dos destaques entre os treinadores da competição juntamente com o Rogério Micali que comandava o Atletico Mineiro, que anos depois viria a ser campeão olímpico comandando a seleção Brasileira.
No ano de 2013 teve uma excelente temporada. No primeiro semestre, comandou o Corintians de Caicó durante o estadual da primeira divisão, ajudando a equipe a chegar ao vice-campeonato da Copa Rio Grande do Norte de 2013. Na sequência, esteve à frente do Galícia, sendo contratado para a temporada de 2013 e dando início a uma histórica campanha, consagrando-se campeão da segunda divisão baiana depois de 25 anos e, consequentemente, conseguindo o acesso após 14 anos de espera. No final do segundo semestre, fez uma grande campanha com o Juventude de Tocantins, classificando a equipe a fase final do campeonato tocantinense.
Cleibson Ferreira foi um dos poucos treinadores que comandou o Galícia em mais de uma temporada, estando à frente do clube baiano em 2011 e 2013.
Na temporada 2014 o treinador disputou o Campeonato Tocantinense da primeira divisão na equipe do Sport Guaraí e no segundo semestre comandou o Pernambucano Afogados da Ingazeira FC na surpreendente campanha da série A2, onde também foi o primeiro treinador do jovem clube em uma competição profissional, em 2015 o treinador trabalhou nos também clubes Pernambucanos, o centenário America FC e o Araripina FC.
Para temporada 2016 o treinador aceitou o convite do Pesqueira Futebol Clube e comandou o clube durante o campeonato Pernambucano da primeira divisão (Série A1).
Ao pedir desligamento do Pesqueira, o treinador aceitou o convite para comandar a equipe Paraibana Atlético Cajazeirense de Desportos.
Após livrar o clube Paraibano do Atlético de Cajazeiras do rebaixamente. na disputa do Campeonato paraibano da primeira divisão (Série A1), realizando um feito que para muitos era impossível.
O treinador para o segundo semestre do ano 2016 foi contratado para comandar o clube alagoano Miguelense Futebol Clube.
Dando sequencia aos grandes trabalhos, o treinador conseguiu o acesso do clube para a elite do futebol Alagoano.
O Miguelense aguardava voltar as atividades profissional à17 anos, e no primeiro ano do treinador Pernambucano no futebol alagoano, conseguiu o acesso.
Para a temporada 2017 Cleibson Ferreira foi confirmado como treinador do Maranhão Atlético Clube, para as disputa do estadual Maranhense e o Campeonato Brasileiro.
Após classificar o Maranhão Atlético Clube para as semifinal do primeiro turno, deixar a equipe na zona de classificação do segundo turno, e fazendo a terceira melhor campanha da competição, Cleibson Ferreira deixa o comando técnico do clube.
Cleibson Ferreira assumiu o comando técnico do Atlético de Cajazeiras para mais um grande desafio que é levar depois de 10 anos a equipe as fases finais da competição.
Cleibson Ferreira definitivamente entra para a história do Atlético de cajazeiras, depois de salvar a equipe no ano de 2016 de um decretado rebaixamento, retornou a equipe no ano 2017 e consegue levar o clube depois de 10 anos a disputar uma semifinal do estadual.
Depois de um excelente primeiro semestre em 2017, ficando entre os melhores treinadores da região nordeste, o treinador Cleibson Ferreira aceitou o convite do importante clube do interior paraibano Sousa Esporte Clube para a condução do clube para as próximas competições (2018).
Após a sua saída do Sousa Esporte Clube, o treinador recebeu o convite para assumir a tradicional equipe Alagoana (Clube Sociedade Esportiva, ou simplesmente CSE), Clube da cidade de Palmeira dos Índios, que visa o estadual e uma das vagas das competições nacionais.
No início do mês de agosto de 2018, Cleibson Ferreira recebe um convite para voltar a trabalhar no futebol Boliviano.
Desta vez para comandar o Club Destroyers, uma tradicional equipe da cidade de Santa Cruz de la Sierra, o clube atualmente está disputando a LIGA Nacional, primeira divisão do futebol Boliviano.
Para a temporada 2019 o treinador Cleibson Ferreira aceitou o convite da equipe FC Port Moresby de Nova Guiné localizado na Oceania, para assumir a função de Manager encabeçando e montando a comissão técnica.
Para 2020, depois de um ano muito complicado após haver acertado a sua contratação para o clube Aurora da cidade de Cochabamba, com a interrupção da competição devido a pandemia do Covid-19, o treinadordedicou-se aos estudos e palestras.
Para a temporada 2021 o treinador aceitou o convite e regressa para o clube Destroyers da cidade de Santa Cruz de la Sierra (Bolivia).
Com a surpreendente saída do treinador Cleibson Ferreira do comando técnico do clube Destroyers (Líder, Invicto, Melhor defesa da competição 1 gol sofrido, Ferreira aceitou o convite para ser o instrutor para ministrar a replica do Curso FIFA Elite, curso direcionado aos treinadores elite do país.
No ano de 2022 o treinador Cleibson Ferreira foi um dos nomes avaliados pela federação de futebol de Papua Nova Guiné para ser o treinador principal da seleção do citado país para as disputas das eliminatórias da Copa do Mundo Catar 2022.
Como não foi concretizado a contratação para a seleção de Papua Nova Guiné para a temporada 2022, Cleibson Ferreira assumiu o comando técnico da importante equipe beniana (Beni-Bolívia) Libertad Gran Mamoré FC ou simplesmente Gran Mamore FC visando as importantes competições nacionais Copa Simón Bolívar e Copa Bolívia.
Para a temporada 2023 assumiu o comando técnico da equipe potosina visando as competições .estadual e Copa Simon Bolivar,
Após a conquista do estadual Primeira A (Adequação) 2023 e a classificação para a segunda fase da copa Simón Bolívar (segunda melhor competição da Bolívia) comandando o SC San Lorenzo, o treinador recebeu o convite para assumir o comando técnico do tradicional Club Real Potosí entrando novamente na história do clube, depois de haver sido o primeiro atleta brasileiro a jogar pelo clube, agora se torna o primeiro treinador brasileiro a comandar a equipe.
Comandando a equipe do Real Potosí o treinador brasileiro chegou as quartas de finais da copa Simón Bolívar e se consagrou campeão do estado de Potosí, com este título o treinador também se tornou o primeiro treinador brasileiro a ser campeão comandando a equipe do Real Potosí e também foi eleito o melhor treinador da da temporada 2023 da Associação de futebol de Potosí.
Na temporada 2024 terminou a primeira fase da copa Simon Bolivar Regional como primeiro colocado, classificando-se assim de maneira invicta, com um total de 6 vitórias e 3 empates.
Para a temporada 2025 depois de 7 anos trabalhando fora do Brasil o treinador brasileiro aceitou o convite do Globo FC importante equipe do estado do Rio Grande do Norte, para a disputa do campeonato da primeira divisão estadual,. 

## Titulos
Náutico
- Campeonato Pernambucano Sub-20: 2007
- Copa dos Campeões do Futebol Participativo: 2008 (invicto)
- Copa RPA (Futebol Participativo): 2008 (invicto)
- Campeonato Pernambucano Sub-17: 2008 (invicto)

Galícia
- Campeonato Baiano de Futebol de 2013 - Segunda Divisão 2013

Atletico de Cajazeiras
- Campeão do Interior (Melhor equipe do interior dentro do campeonato paraibano de futebol: 2017

Clube Destroyers
- Campeão do Campeonato Clausura da primeira A da associação de futebol do estado de Santa Cruz de la Sierra-Bolivia- 2021

Libertad Gran Mamore
- Campeão do Campeonato da primeira A da associação de futebol do estado de Beni-Bolivia- 2022

CS San Lorenzo
- Campeão estadual Primeira A (Adequação) de Potosí 2023.

Club Real Potosí
- Campeão estadual Primeira A da associação de futebol de Potosí 2023.

## Campanhas de destaque
Fancesa
- Campeonato Chuquisaqueño (Estadual Boliviano): 1998 (vice-campeão)

Náutico
- Copa Pernambuco 2007 (vice-campeão)
- Copa Maceió 2008 (3º colocado)
- Copa Interestadual Mestre Vitalino: 2009 (vice-campeão)

Corintians de Caicó
- Copa Rio Grande do Norte 2013 (vice-campeão)

Miguelense
- [13] Campeonato Alagoano de Futebol Série A2 ( Vice-Campeão)

Atletico de Cajazeiras
- Campeonato Campeonato Paraibano (Estadual): 2017 (Semifinalista)

Maranhão Atletico Clube
- Campeonato Campeonato Maranhense (Estadual): 2017 (Semifinalista 3º colocado, 1º turno)

Libertad Gran Mamore
- [14]  Vice-Campeão do Nacional B (Copa Simon Bolivar) Acesso a Liga (Primeira divisão Nacional)

CS San Lorenzo
- Classificado para a Copa Simón Bolívar 2023 (Segunda competição mais importante do futebol Boliviano)

Club Real Potosí
- Quartas de finais da Copa Simón Bolívar 2023.
- Classificado para a Copa Simón Bolívar 2024(Segunda competição mais importante do futebol Boliviano)

## Prêmios individuais
- Eleito melhor treinador da temporada 2023 da Associação de futebol de Potosí.
- Condecorado com o Condor de prata, premiação entregue ao treinador estrangeiro com grande serviço prestado ao país desenvolvendo a qualidade técnica e tatica dos atletas e clubes (Bolivia)(2021)[15]
- Eleito entre os melhores treinadores do nordeste no primeiro semestre (2017)[7]
- Eleito entre os 3 melhores treinadores do primeiro turno Campeonato Maranhense (2017)[16]
- Eleito treinador revelação da série A2 do futebol Baiano (segundo imprensa baiana): 2011
- Eleito melhor treinador do Nordeste das categorias de base (sub-15, sub-17 e sub-20) (segundo grupo de investidores e acompanhamento de futebol de base do Nordeste): 2008
- Eleito melhor treinador do Brasil no ano em estatística segundo o blog esportivo Futebol Super Brilhante: 2008
- Eleito melhor treinador da Copa Maceió (segundo imprensa alagoana): 2008